# Welsy Vásquez
Welsy Milena Vásquez López (sinh ngày 17 tháng 9 năm 1970 tại San Pedro Sula) là một nhà báo và chính trị gia người Honduras. Bà hiện đang giữ chức phó đại biểu của Quốc hội Honduras đại diện cho Đảng Quốc gia của Honduras cho Cortés.
Bà nổi tiếng trên truyền hình vì là phóng viên và là người dẫn dắt chương trình tin tức buổi sáng Desde Temprano từ năm 1998 đến năm 2008. Hiện tại cô đang chạy đua.